# Schopsdorf
Schopsdorf ist ein Ortsteil der Stadt Genthin im Landkreis Jerichower Land in Sachsen-Anhalt. In Schopsdorf, Gottesforth und Sandforth leben 250 Einwohner.

## Geografie
Schopsdorf liegt etwa 20 km südöstlich von Genthin am Rande des Landschaftsschutzgebietes Möckern-Magdeburgerforth.

## Geschichte
Der Ort wurde im Jahr 1329 erstmals urkundlich erwähnt. Das Dorf lag an der bedeutenden Fernverbindung, der Heerstraße Brandenburg–Magdeburg. Einige Jahrhunderte lag die Ortschaft danach wüst, sie wurde von Friedrich dem Großen im Jahre 1763 neu besiedelt.
Im Jahr 1847 wurde Schopsdorf im „Topographisch-statistischen Handbuch des Preussischen Staats“ gelistet. Zum Dorf zählten eine Papiermühle, 50 Häuser und 375 Seelen.
Im Zuge der Gemeindegebietsreform in Sachsen-Anhalt wurde sie zunächst zum 1. September 2010 in die Stadt Möckern eingegliedert. Das Landesverfassungsgericht Sachsen-Anhalt hob die Eingemeindung am 31. August 2011 wegen formaler Fehler auf. Bei einer Bürgeranhörung am 8. Januar 2012 sprach sich die Mehrheit der Bürger für die Eingemeindung Schopsdorfs mit den Ortsteilen Gottesforth und Sandforth zum 1. Juli 2012 in die Stadt Genthin aus.

## Politik

### Wappen
Blasonierung: „In Silber eine rote durchgehende gezinnte Mauer belegt mit einem silbernen Schild mit schwarzem Bischofsstab; aus der Mauer wachsend eine grüne Eiche mit zwei schwarzen Eicheln.“
Das Wappen wurde 1993 vom Kommunalheraldiker Jörg Mantzsch gestaltet.

### Flagge
Die Flagge ist grün - weiß (1:1) gestreift (Querform: Streifen waagerecht verlaufend, Längsform: Streifen senkrecht verlaufend) und mittig mit dem Wappen belegt.

### Bürgermeister
Die aktuelle Bürgermeisterin von Schopsdorf ist Aylin Mehlhase.

## Kultur und Sehenswürdigkeiten
- Kriegerdenkmal Schopsdorf

## Verkehr
Zur Bundesstraße 107, die Genthin mit Wiesenburg/Mark verbindet, sind es in nördlicher Richtung etwa zehn Kilometer. Die Bundesautobahn 2 mit der Anschlussstelle Ziesar wird in drei Kilometern erreicht.